# 缨子木目
缨子木目（Crossosomatales）又名燧体木目或流苏子目，是一类显花植物，由2003年的《APG II 分类法》新分出的一个目部，包括三个科。
在克朗奎斯特分类法中，这三个科分属于蔷薇目、堇菜目和无患子目。
缨子木目中还有不属于上述三个科的四个独立属：单果树属， 四棱果属，西兰木属和栓皮果属。
2009年的APG III 分类法中上述四个独立属皆升为科，于是本目下共有七个科。